# سری ایندی کار فصل ۲۰۲۳
سری مسابقات ایندی‌کار ام‌آی‌تی ۲۰۲۳، صد و دوازدهمین فصل رسمی مسابقات قهرمانی اتومبیل‌رانی چرخ باز آمریکا و بیست و هشتمین فصل تحت پوشش سری مسابقات ایندی‌کار بود. رویداد نمایشی، صد و هفتمین دوره مسابقات ایندیاناپولیس ۵۰۰ که با نام خلاصه شده ایندی ۵۰۰ شناخته می‌شود بود که جوزف نیوگاردن برنده آن شد.
الکس پالو، راننده تیم چیپ گاناسی ریسینگ، دومین قهرمانی خود را کسب کرد که اولین آن در سال ۲۰۲۱ بود. این قهرمانی همچنین پانزدهمین قهرمانی تیم چیپ گاناسی ریسینگ بود. پالو در دور ماقبل آخر فصل در پورتلند قهرمانی خود را قطعی کرد، این اولین باری بود که یک راننده قبل از فینال فصل، از زمان قهرمانی سباستین بورده در سری جهانی مسابقات قهرمانی خودرو در سال ۲۰۰۷، قهرمانی را در مسابقه ماقبل آخر به دست می‌آورد. 